# Nadia Pinardi
Nadia Pinardi (Bologna, 22 febbraio 1956) è un'oceanografa italiana.

## Biografia
Ha studiato Fisica presso l'Università di Bologna, laureandosi nel 1980. Nel 1986 ha ottenuto un dottorato all'Università di Harvard, in Fisica applicata, con specializzazione in oceanografia. In seguito è divenuta professore associato di Oceanografia e Meteorologia all'Università di Bologna, dove si è occupata di modelli numerici oceanografici, tecniche di assimilazione dati, previsioni marine e stima della loro incertezza, nonché di formulazione di modelli numerici dell'ecosistema marino e degli idrocarburi in mare, la comprensione delle interazioni biologia-chimica-fisica nell'ambiente marino.
Grazie ai suoi studi di oceanografia, nel 2007 è stata insignita della medaglia Fridtjof Nansen dell'European Geosciences Union (EGU) e nel giugno 2008 della medaglia Roger Revelle attribuita dall'Intergovernmental Oceanographic Commission dell'UNESCO.

## Pubblicazioni
- Nadia Pinardi, John Woods, Ocean forecasting: conceptual basis and applications, Springer, Berlino, 2002, ISBN 3540679642.
- Nadia Pinardi, G. Montanari, Le correnti costiere dell'Emilia Romagna nel periodo 1995, I quaderni di ARPA, 2002.
- Nadia Pinardi, Misurare il mare: Luigi Ferdinando Marsili nell'Egeo e nel Bosforo, 1679-1680, Bononia university press, Bologna, 2009, ISBN 978-88-7395-416-3

## Onorificenze
- Medaglia Fridtjof Nansen dell'European Geosciences Union (EGU)
- Medaglia Roger Revelle dell'UNESCO